# 루비반지
《루비반지》는 2013년 8월 19일부터 2014년 1월 3일까지 방영된 KBS 2TV 일일 드라마이다.

## 기획 의도
성격과 외모가 모두 다른 두 자매가 교통사고로 얼굴과 운명이 뒤바뀌는 이야기를 그린 드라마

## 등장인물

### 주요 인물
- 이소연 : 정루비 → 정루나 역 (아역 김채린)
- 김석훈 : 배경민 역 - JM그룹의 후계자
- 임정은 : 정루나 → 정루비 역 (아역 김승윤)
- 박광현 : 나인수 역 - 춘천 지방 케이블 방송국 PD

### 루비&루나네 집
- 정애리 : 유길자 역 - 루비의 의붓엄마, 루나의 친엄마, 닭갈비집 사장
- 변정수 : 정초림 역 - 루비, 루나의 고모

### 경민의 집
- 정동환 : 배창근 역 - JM그룹 회장
- 김서라 : 박경숙 역 - 배 회장의 처
- 김영옥 : 조일순 역 - 배 회장의 어머니
- 김가연 : 배세라 역 - 경민의 누나

### 동팔의 집
- 이현우 : 노동팔 역 - 닭 도매상 → 닭갈비집 주방장
- 이해우 : 노지혁 역 - 동팔의 아들

### JM그룹 사람들
- 하주희 : 서진희 역 - JM그룹 춘천지사 마케팅 과장
- 이효영 : 황석호 역 - JM그룹 춘천지사 마케팅 팀원
- 김겨울 : 송혜련 역 - JM그룹 춘천지사 마케팅 팀원

### 그 외 인물
- 박진주 : 고소영 역 - 고아 출신 닭갈비집 홀 담당
- 故 한경선 : 장금희 역 - 경민 집 가정부
- 김리원 : 이은지 역 - 루비, 루나의 고교동창
- 이배국 : 왕대풍 역 - 동팔의 고향 선배
- 황찬우 : 구연호 역 - 루나의 심부름꾼
- 김우현 : 이강수 역 - 초림의 과거 연인

## 연장 사유
- 2013년 10월 24일 : 루비 반지 방영 분량이 80부작에서 13회 연장되어 93부작으로 변경 및 확정되었다.

## 수상 경력
- 2013년 KBS 연기대상 일일극 부문 여자 우수 연기상 이소연
- 2013년 KBS 연기대상 일일극 부문 남자 우수 연기상 김석훈

## 참고 사항
- 담당 PD 전산은 2000년 나는 그녀가 좋다 이후[1] 13년 만에 연속극 연출을 맡았는데 일일극 연출은 루비 반지가 처음이었다.
- 가족들이 함께 시청하는 저녁 7시대 드라마와는 다소 맞지 않아 보이는 페이스오프라는 소재를 전면 배치해 막장 논란에 휩싸였다. 이에 황순영 작가는 '어디까지나 드라마와 자매의 설정일 뿐'이라고 해명했다.[2][3]